# Harhoog
Harhoog (ook wel Großsteingrab Keitum) is een hunebed van het type Rechteckdolmen gelegen bij Keitum op het eiland Sylt in de Duitse deelstaat Sleeswijk-Holstein. De dolmen zou gebouwd zijn door de trechterbekercultuur, vermoedelijk rond 3000 v.Chr. 
Het bouwwerk is van zijn oorspronkelijke plek verplaatst. Het lag oorspronkelijk 300 meter ten noorden van de straat Keitum naar Tinnum, in 1954 werd het bouwwerk verplaatst naar de zuidoostelijke uitvalsweg van Keitum.